# Gianni Vattimo
Gianteresio (Gianni) Vattimo (ur. 4 stycznia 1936 w Turynie, zm. 19 września 2023 w Rivoli) – włoski filozof, publicysta i polityk, eurodeputowany V i VII kadencji.

## Życiorys
Studiował filozofię na Uniwersytecie Turyńskim, którą ukończył w 1959. Kształcił się następnie na Uniwersytecie w Heidelbergu (m.in. pod kierunkiem Hans-Georga Gadamera), po czym powrócił do Włoch. Został wykładowcą na turyńskiej uczelni. W 1969 został profesorem estetyki, a w 1982 profesorem teorii filozofii. W latach 80. był profesorem wizytującym na uczelniach w Stanach Zjednoczonych. Publikował w różnych pismach, m.in. w „La Stampa” i „La Repubblica”.
Opublikował szereg pozycji książkowych, tłumaczonych na liczne języki. Stał się jednym z najbardziej znanych włoskich filozofów współczesnych, reprezentujących nurt filozoficznego postmodernizmu. Zajmuje się podstawowymi myśli filozoficznej pojęciami, koniec historii czy śmierć sztuki, a także problemy interpretacji.
Zaangażował się także w działalność polityczną. Współpracował z partią radykalną, należał następnie do Demokratów Lewicy. W latach 1999–2004 sprawował mandat posła do Parlamentu Europejskiego. Wstąpił następnie do Partii Komunistów Włoskich. W 2009 ponownie został wybrany do Europarlamentu, kandydując tym razem z listy partii Antonia Di Pietro – Włochy Wartości. W PE zasiadał do 2014. Od 2015 był związany z Partito Comunista.
Publicznie ujawnił, że jest gejem. Deklarował się jako katolik („który przywitał śmierć Boga”), a zarazem jako ateista.

## Wybrane publikacje
- Il concetto di fare in Aristotele, Turyn 1961.
- Essere, storia e linguaggio in Heidegger, Turyn 1963.
- Ipotesi su Nietzsche, Turyn 1967.
- Poesia e ontologia, Mediolan 1968.
- Schleiermacher, filosofo dell’interpretazione, Mediolan 1968.
- Introduzione ad Heidegger, Bari 1971.
- Il soggetto e la maschera, Mediolan 1974.
- Le avventure della differenza, Mediolan 1980.
- Al di là del soggetto, Mediolan 1981.
- Il pensiero debole (współautor), Mediolan 1983.
- La fine della modernità, Mediolan 1985 (wyd. pol. Koniec nowoczesności, Kraków 2006).
- Introduzione a Nietzsche, Bari 1985.
- La società trasparente, Mediolan 1989 (wyd. pol. Społeczeństwo przejrzyste, Wrocław 2006).
- Etica dell’interpretazione, Turyn 1989.
- Filosofia al presente, Mediolan 1990.
- Oltre l’interpretazione, Bari 1994 (wyd. pol. Poza interpretacją: znaczenie hermeneutyki dla filozofii, Kraków 2011).
- Credere di credere, Mediolan 1996.
- Vocazione e responsabilità del filosofo, Genewa 2000.
- Dialogo con Nietzsche. Saggi 1961–2000, Mediolan 2001.
- Dopo la cristianità. Per un cristianesimo non religioso, Mediolan 2002.
- Nichilismo ed emancipazione. Etica, politica e diritto (współautor), Mediolan 2003.
- Il Futuro della Religione (współautor), Mediolan 2005 (wyd. pol. Przyszłość religii, Kraków 2010).
- Non essere Dio. Un’autobiografia a quattro mani, Reggio Emilia 2006 (wyd. pol. Nie być Bogiem. Autobiografia na cztery ręce, Warszawa 2011)[8].
- Ecce comu. Come si ri-diventa ciò che si era, Rzym 2007.